# Commission de Venise
 (juillet 2023).

État membre de la commission de Venise
État observateur
État membre associé
État à statut de coopération spéciale

La Commission européenne pour la démocratie par le droit, aussi appelée commission de Venise, est un organe consultatif du Conseil de l'Europe composé d'experts indépendants en droit constitutionnel. Elle est créée en 1990, après la chute du mur de Berlin, à une période où une aide constitutionnelle était nécessaire pour les États d'Europe centrale et orientale.

## Histoire
À la suite de la dislocation de l'URSS et de la chute des régimes communistes en Europe, les pays de l'Europe de l'Est doivent rapidement adapter leur système légal et constitutionnel à la transition démocratique engagée. La commission de Venise est alors mise en place en mai 1990 comme un accord partiel signé par dix-huit États membres du Conseil de l'Europe, cela dans le but de fournir une assistance à ces pays pour la rédaction de constitutions reprenant l'esprit de celles des États membres du Conseil de l'Europe.
Une fois l'urgence passée, la commission de Venise s'est transformée en un organe de réflexion en matière de droit constitutionnel et vise à promouvoir le patrimoine constitutionnel européen. Elle édite notamment trois fois par an, et cela depuis 1993, les jurisprudences qui lui sont soumises par ses États membres dans le Bulletin de justice constitutionnelle.
La commission est à l'origine de la Convention-cadre pour la protection des minorités nationales.
En février 2002, l'accord partiel, qui était lié au Conseil de l'Europe, s'élargit et permet ainsi à des États non européens d'être membres de la commission de Venise.

## Activités
La commission de Venise opère dans quatre domaines :
- l'assistance constitutionnelle [1];
- les élections et les référendums [2];
- la coopération avec les cours constitutionnelles [3];
- la rédaction d'études, de rapports et de séminaires transnationaux sur le droit constitutionnel [4].

### Assistance constitutionnelle
C'est l'activité initiale de la commission. Elle a pour but de rendre un avis sur des projets de constitutions ou de lois constitutionnelles modifiant cette loi fondamentale. La commission peut également rédiger des constitutions. Tous ses avis se basent sur les critères des pays membres du Conseil de l'Europe.
Les pays ayant fait l'objet de cette assistance sont notamment :
- Afrique du Sud, aide à la rédaction de la Constitution de 1996 ;
- Albanie, aide à la transition démocratique dès 1991 ;
- Arménie, aide à la transition vers un régime parlementaire votée par référendum en 2015 ;
- Belgique, avis sur la convention-cadre sur la protection des minorités nationales, à la demande du Parlement fédéral belge ;
- Bosnie-Herzégovine, développement et interprétation du droit constitutionnel à la suite du conflit ethnique
- Géorgie, examen d'un projet de loi organique visant à amender la constitution géorgienne, à la demande du président du Parlement de Géorgie ;
- Luxembourg, examen de projets de lois en 2002, à la demande du Premier ministre ;
- Moldavie, examen et conseil sur le problème en Transnistrie ;
- Russie, examen de sa constitution à la suite de sa demande d'adhésion au Conseil de l'Europe ;
- Ukraine, examen de sa constitution à la suite de sa demande d'adhésion au Conseil de l'Europe.

### Élections et référendums
La tenue d'élections libres et transparentes étant la base de tout système politique démocratique, cet aspect a fait l'objet de plusieurs travaux avec nombre de pays, comme l'Albanie, la Moldavie et bien d'autres encore. Elle a participé, comme en Albanie, à la rédaction de codes électoraux.
Elle a également rédigé un Code de bonne conduite en matière électorale et organise des séminaires de formations dans le cadre de ses missions d'assistance électorale. Une base de données, Vota , a été mise en place visant à centraliser les législations électorales de États membres du Conseil de l'Europe mais aussi de certains pays lié à la commission de Venise.
La Commission de Venise participe également à la mission d'observation des élections aussi bien parlementaires que locales et régionales. Ainsi, le Conseil des élections démocratiques (CED) est composé de représentants de la Commission de Venise, de l'Assemblée parlementaire et du Congrès des pouvoirs locaux et régionaux du Conseil de l'Europe. Il a également invité le Parlement européen, la Commission européenne, le Bureau des institutions démocratiques et des droits de l'homme (BIDDH) et l'Assemblée parlementaire de l'Organisation pour la sécurité et la coopération en Europe (OSCE) ainsi que l'association des administrateurs d'élections de l'Europe centrale et orientale (ACEEEO) à se joindre à ses travaux à titre d'observateurs.
Le but du Conseil des élections démocratiques est d'assurer la coopération dans le domaine électoral entre la Commission de Venise, en tant qu'organe juridique, et l'Assemblée parlementaire et le Congrès des pouvoirs locaux et régionaux du Conseil de l'Europe, en tant qu'organes politiques responsables de l'observation des élections.

### Coopération avec les cours constitutionnelles
Dès 1992, les différentes cours constitutionnelles liées à la commission de Venise ont été mises en relation dans le but d'échanger des idées et des informations. Tout cela est édité trois fois par an depuis janvier 1993 dans le Bulletin de jurisprudence constitutionnelle ainsi que dans la base de données CODICES  qui contient, en plus du Bulletin de jurisprudence constitutionnelle, les textes intégraux de jurisprudences constitutionnelles en anglais et en français principalement, mais aussi dans vingt-quatre autres langues.

### Études, rapports et séminaires
Des séminaires « UniDem » sont organisés, visant à fournir des groupes de réflexion ou la présentation de certains aspects du droit constitutionnel. Depuis 2001, le « campus Unidem » a été mis en place dans le but de former des fonctionnaires de plusieurs pays d'Europe de l'Est, alors en pleines réformes constitutionnelles. Depuis 2015 les séminaires UniDem ont été élargis vers le Sud de la Méditerranée (UniDem Med) regroupant de hauts fonctionnaires des deux rives de la Méditerranée dans des séminaires biannuels qui débattent des questions de modernisation de la fonction publique dans le respect des principes de droits de l'homme, de l'État de droit et de démocratie.

## Membres

### États membres
- Albanie
- Algérie
- Allemagne
- Andorre
- Arménie
- Autriche
- Azerbaïdjan
- Belgique
- Bosnie-Herzégovine
- Brésil
- Bulgarie
- Canada
- Chili
- Chypre
- Corée du Sud
- Costa Rica
- Croatie
- Danemark
- Espagne
- Estonie
- États-Unis
- Finlande
- France
- Géorgie
- Grèce
- Hongrie
- Irlande
- Islande
- Israël
- Italie
- Kazakhstan
- Kirghizistan
- Kosovo
- Lettonie
- Liechtenstein
- Lituanie
- Luxembourg
- Macédoine du Nord
- Malte
- Maroc
- Mexique
- Moldavie
- Monaco
- Monténégro
- Norvège
- Pays-Bas
- Pérou
- Pologne
- Portugal
- Roumanie
- Royaume-Uni
- Saint-Marin
- Serbie
- Slovaquie
- Slovénie
- Suède
- Suisse
- Tchéquie
- Tunisie
- Turquie
- Ukraine

### Pays observateurs
- Argentine
- Japon
- Vatican
- Uruguay

### Statut spécial
- Afrique du Sud (statut de coopération spéciale)
- Union européenne
- Palestine (statut de coopération spéciale)

## Référence
1. ↑  source pour cette section : Coopération constitutionnelle
2. ↑  source pour cette section : Élections et référendums
3. ↑  source pour cette section : Justice constitutionnelle
4. ↑  source pour cette section : Études, rapports et séminaires transnationaux
5. ↑  (fr) Site officiel de la base de données Vota
6. ↑  (fr) Site officiel de la base de données CODICES

### Source
- Commission européenne pour la démocratie par le droit